# Liga Brasileira de Esperanto

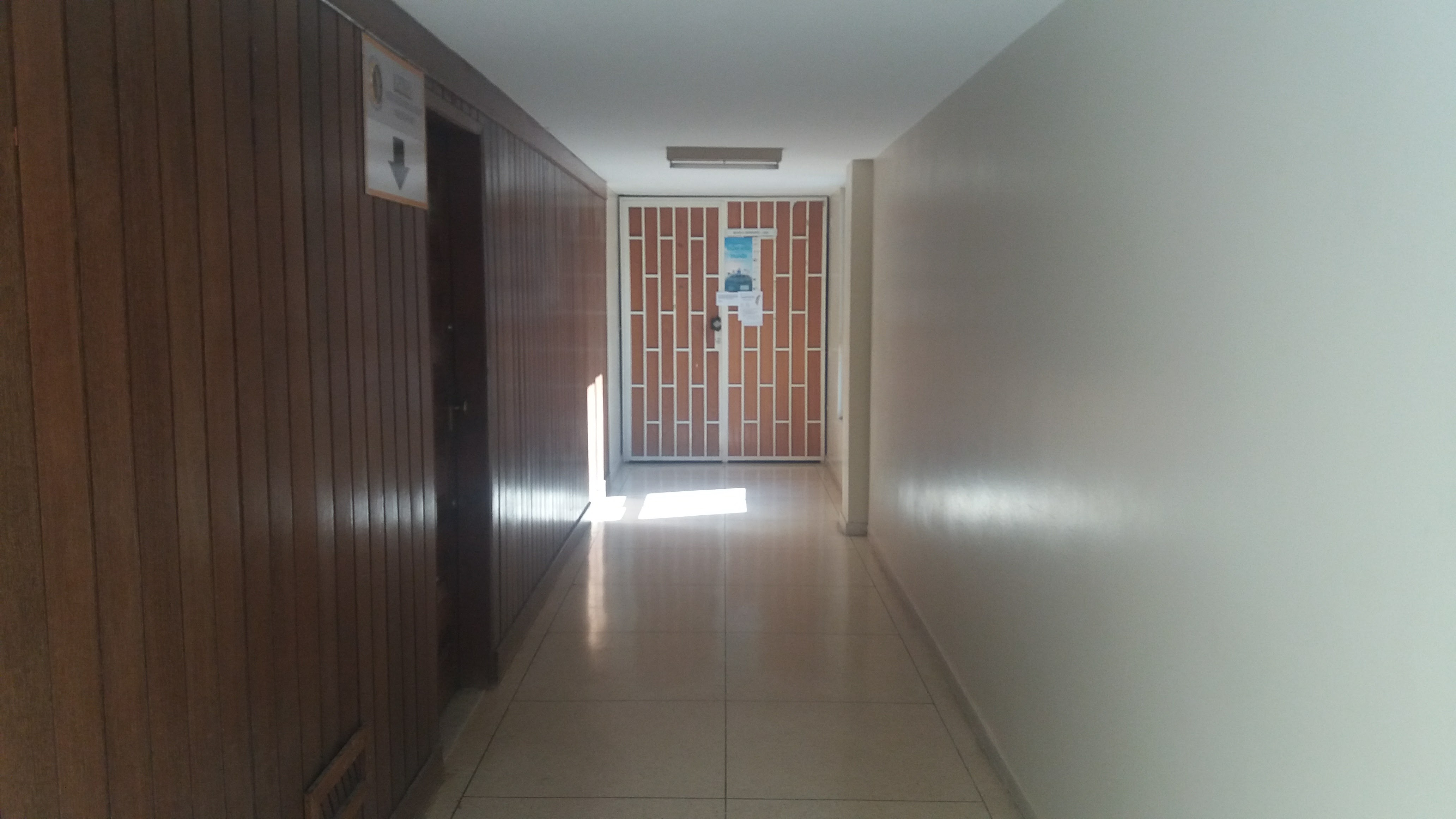
Corredor para a entrada da Liga Brasileira de Esperanto

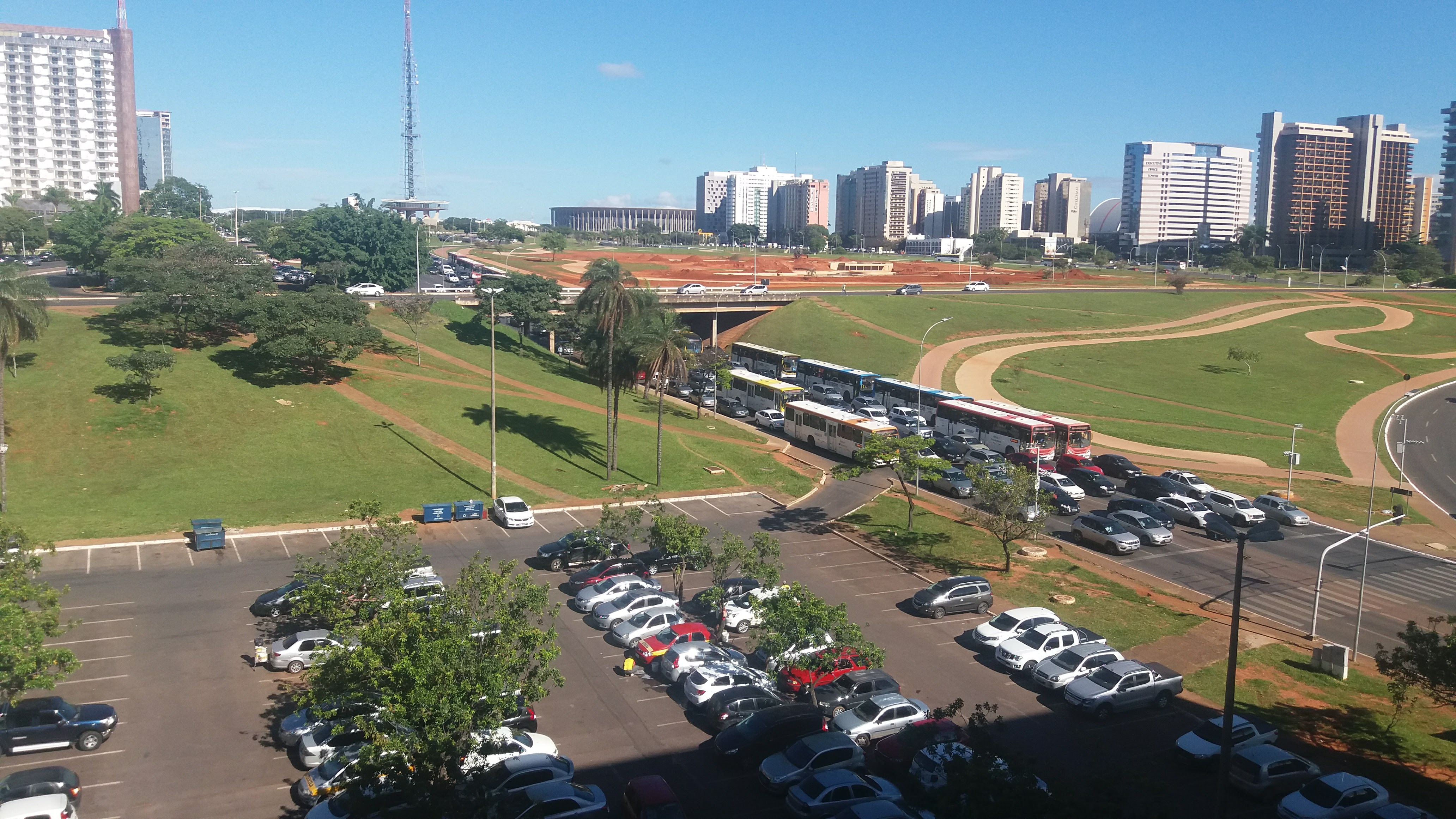
Parte central de Brasília, vista através de uma janela da Liga Brasileira de Esperanto

A Liga Brasileira de Esperanto (em Esperanto: Brazila Esperanto-Ligo, BEL) foi fundada no dia 21 de julho de 1907 e reconhecida como "entidade de utilidade pública nacional" no dia 26 de outubro de 1921 por meio do decreto Nº 4356/1921, coordenando o movimento esperantista no Brasil.
A organização é filiada à Associação Universal de Esperanto, representando o Brasil nessa entidade, a responsável por unificar todos os movimentos esperantistas mundo afora. Além disso, a LBE (ou BEL) funciona como o escritório local da AUE. 

Atualmente, a Liga possui sede na cidade de Brasília, Distrito Federal., tendo como parceiras organizações como o Instituto Brasileiro de Direitos Humanos, a Sociedade Rotary e a Fundação Espírita Brasileira.

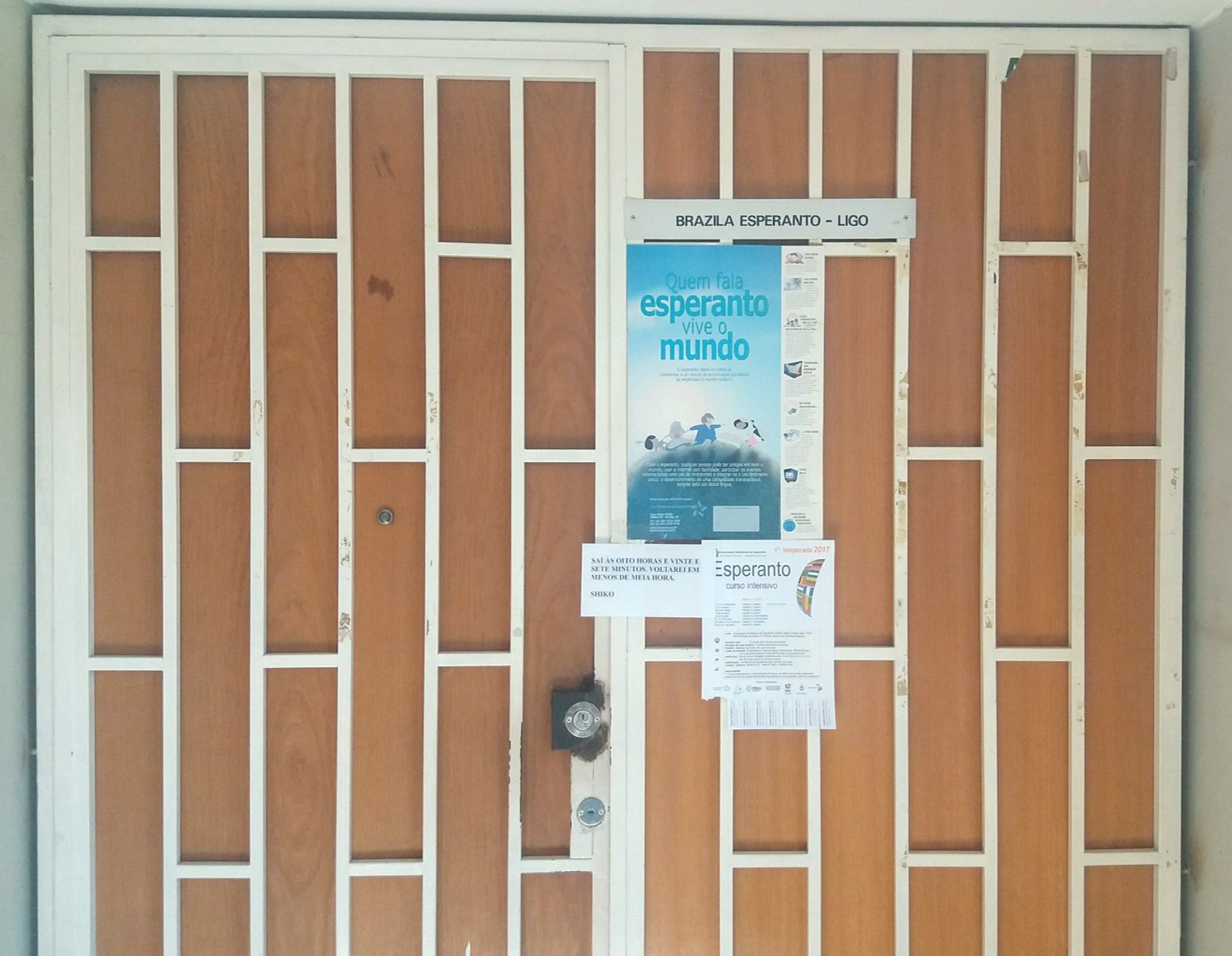
Porta de entrada da Liga Brasileira de Esperanto

## Atividades
Entre outras atividades a Liga Brasileira de Esperanto:
- Publica a revista Brazila Esperantisto;
- Tem uma livraria com obras em e sobre o esperanto;
- Mantém em sua sede, em Brasília, a Biblioteca Carlos Domingues, detentora do maior acervo esperantista da América Latina;
- Faz intermediação de assinatura de revistas e jornais esperantistas de várias partes do mundo;
- Realiza todos os anos o Congresso Brasileiro de Esperanto.

## Diretoria
No mandato de 2022-2025, são membros da diretoria:
- Presidente: José Querino de Macêdo Neto
- Vice-Presidenta: Izabel Alves de Andrade
- Diretor Financeiro: Wilian Gomes da Silva
- Tesoureiro: Israel Dias de Sousa
- 1º Secretário: Fábio André Evaristo dos Santos
- 2º Secretário: Léia Rodrigues Maia
- 3ª Secretário: Leandro Tomé Abrahão